# Leilah Babirye
Leilah Babirye (Kampala, 1985) es una artista nacida en Uganda que vive y trabaja en Brooklyn. Destacó en su país natal como lesbiana y activista clandestina LGBT+. Su trabajo  consiste en cerámicas a gran escala, esculturas de madera, máscaras africanas, así como dibujos y pinturas sobre papel. 

## Trayectoria
Babirye nació y creció en Kampala, donde asistió a la Universidad Makerere de 2007 a 2010 para estudiar arte. Al identificarse públicamente como lesbiana, fue humillada y discriminada ya que es ilegal la homosexualidad en Uganda.
En 2015, al ser publicado su nombre en la prensa de Uganda, sus tutores le negaron la supervisión durante su maestría en la Universidad de Makerere y fue repudiada por su familia. Esto hizo que se postulara para residencias de artistas en el Reino Unido, Suecia y Estados Unidos, siendo este último quien aceptó su solicitud para una residencia en Fire Island, un notorio destino de vacaciones gay.
En 2018, solicitó y recibió asilo en los Estados Unidos con la ayuda del Comité de Servicios Africanos, el Proyecto Antiviolencia de la Ciudad de Nueva York y la Coalición Africana de Derechos Humanos, especializados en representar a refugiados LGBT+. Después de su residencia en Fire Island, Babirye se conectó con Sam Gordon, el propietario de la galería Gordon Robichaux. Gordon, que estaba interesado en el trabajo de Babirye y quería exponer su obra, como Babirye solo había dibujado y pintado, le ofreció su patio trasero para que lo usara de taller.
Babirye apoya el campo de refugiados de Kakuma en Kenia, además de trabajar junto con el Comité de Servicio Africano para defender y ayudar a las personas LGBT+ que buscan asilo.

## Temas
Babirye examina los temas relacionados con la historia de Uganda y el legado de la colonización británica, así como la historia de los clanes dentro del reino de Buganda. Cada una de las piezas realizadas por Babirye incluye material de desecho, como cadenas de bicicletas o neumáticos de goma. Su trabajo a menudo se relaciona o alude a la historia LGBT+.

### Reino de Buganda
El Reino de Buganda está dividido en clanes, todos los cuales tienen sus propios líderes, tótems y nombres, donde cada uno recibe un nombre de clan al nacer. Hay un total de 52 clanes, cada uno de los cuales tiene cientos de apellidos. Estos apellidos se derivan de animales o plantas. Babirye proviene del clan de los antílopes, por ejemplo. Las personas que se identifican como parte de la comunidad LGBT+ son menospreciadas por sus familias.  Babirye utiliza estos nombres como títulos de sus piezas, un reclamo de su identidad ugandesa en relación con su identidad queer. Sobre su obra Babirye afirma que tanto el espacio como los títulos son importantes para ella ya que su trabajo es básicamente una reflexión sobre su origen y sobre la creación de una comunidad queer. Los títulos de sus obras proporcionan a Babirye el sentido de pertenencia a su clan. A pesar de haber sido rechazada y repudiada por su familia, no se le puede quitar su nombre. Sus esculturas representan a la comunidad queer de Uganda a la que ofrecen una sensación de poder y resiliencia además de para ella misma.

### Materiales de desecho y recuperación LGBT+
El uso que hace Babirye de materiales de desecho en su obra de arte es un símbolo de cómo se ve a la comunidad LGBT+ en Uganda a la que se considera basura. Babirye obtiene madera de aserraderos locales y otros materiales de un depósito de chatarra en Brooklyn. Al elaborar obras a partir de estos materiales, Babirye les asigna un nuevo valor. Esta acción también recurre a un término del luganda, ebisyaga, término despectivo que significa la cáscara de la caña de azúcar: "Es basura... la parte de la caña de azúcar que se tira". 

### Colonización británica
El trabajo de Babirye hace referencia a la colonización británica de Uganda en 1894. Antes de que Gran Bretaña colonizara Uganda, las relaciones y la actividad sexual entre personas del mismo sexo eran aceptadas con normalidad. Sin embargo, con la colonización británica se impuso la moral victoriana y, por tanto, las opiniones y leyes homofóbicas. Las máscaras de Babirye aluden tanto a la comunidad LGBT+ que tiene que ocultar su identidad por miedo a la sociedad hostil ugandesa. Si bien estas máscaras no se ven ni se crean tradicionalmente en Uganda (ya que son en origen del África  Occidental), brindan una perspectiva de lo que significa ser queer en Uganda.